# Дикая природа

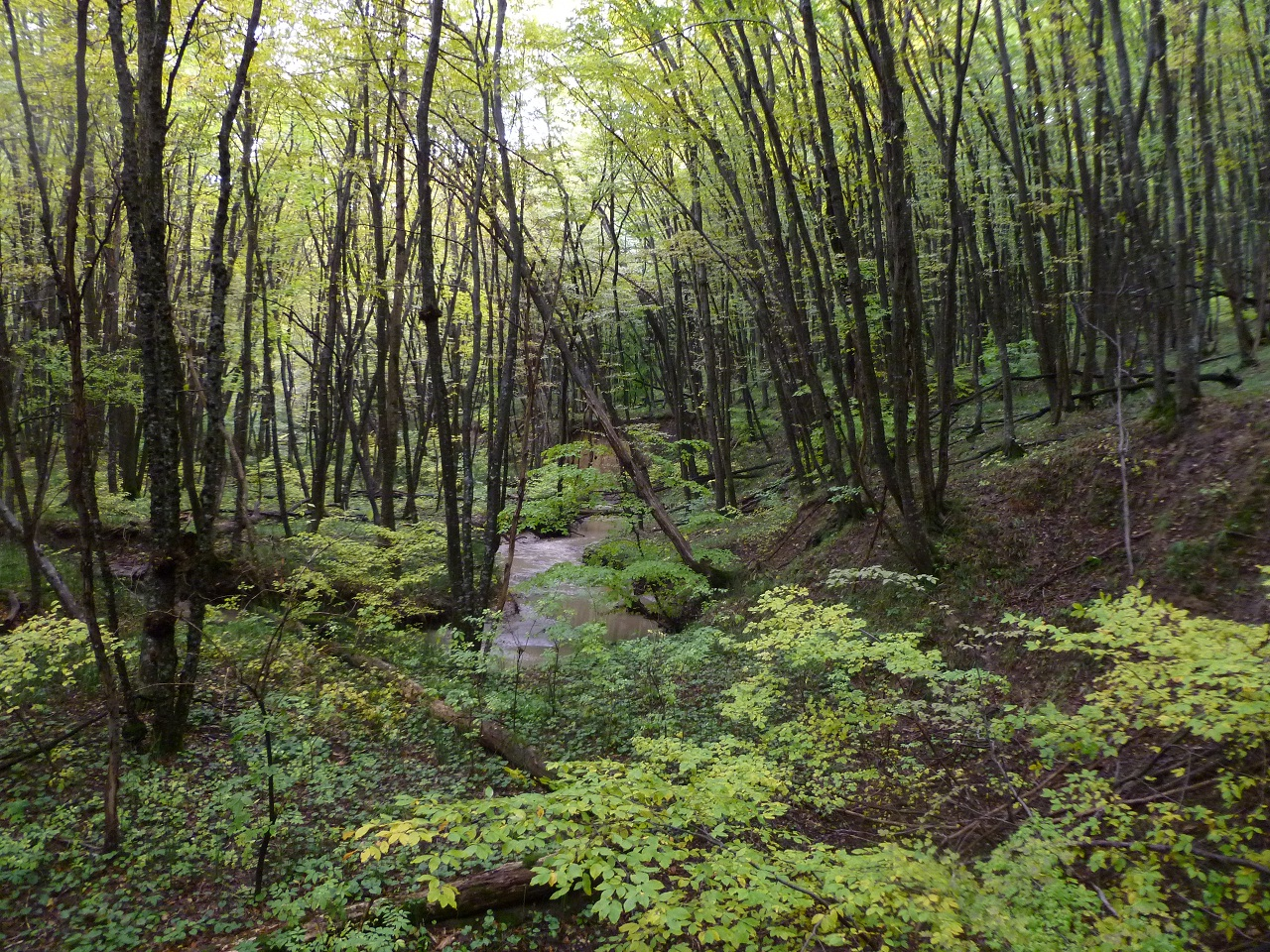
Лес в Ставропольском крае, Россия

Ди́кая приро́да — экологический термин для обозначения природы в естественном состоянии, ненарушенной хозяйственной деятельностью человека; нетронутых человеком участков природы и в значительной степени неконтролируемых им, где поддерживается местное биоразнообразие, экосистемные процессы и имеется малоизменённая человеком неживая природа (скалы, горы, водоёмы и т. д.). На этих участках дикая природа воспроизводится естественным путём, поддерживая саморегуляцию за счёт внутренних процессов. Участок дикой природы может также в определённой степени выступать в качестве культурного ландшафта, на территории которого в течение многих лет проживает тот или иной аборигенный народ.
Участки дикой природы способны выдерживать несущественное и неагрессивное человеческое влияние до той степени, пока природные процессы продолжают эволюционировать. В ряде стран (например, в США) термин «дикая природа» применяется в законодательстве, и существуют законы, ограничивающие антропогенное воздействие на участки, не затронутые деятельностью человека.
С 2014 года по решению Генеральной Ассамблеи ООН 3 марта отмечается Всемирный день дикой природы.